# Palazzo Doria-Pamphili
Palazzo Doria Pamphili är ett palats i Rom beläget mellan Via del Corso, Piazza del Collegio Romano, Via della Gatta och Via del Plebiscito. Palatset hyser bland annat Galleria Doria Pamphilj, en av Roms främsta konstsamlingar.
Palatsets äldsta kärna härstammar från 1435. Till denna tillkom en gård och en kolonnad i två våningar. I början av 1600-talet gav kardinalen Pietro Aldobrandini i uppdrag åt Carlo Maderno att utvidga palatset. Fasadlängan mot Piazza del Collegio Romano uppfördes 1659–1663 av Antonio del Grande. Portalen öppnar upp mot en monumentaltrappa som leder upp till piano nobile.

## Östfasaden
Ättlingar till påven Innocentius X (Giovanni Battista Pamphili) uppdrog i början av 1730-talet åt Gabriele Valvassori att rita en ny flygel åt öster, mot Via del Corso. Denna imposanta tillbyggnad skulle bland annat inrymma ett tavelgalleri på piano nobile. Valvassori, som hade studerat under Carlo Fontana vid Accademia di San Luca, gjorde få hänvisningar till sin läromästares strama akademism. Fasaden, som är av betydande längd, har sjutton axlar. Trots detta bryter Valvassori monotonin genom olika fasaddekorationer och murartikuleringar. Han kombinerade i fasadens vertikala och horisontella rörelser på ett sinnrikt sätt. En vertikal strävan åstadkoms genom att placera de övre våningarnas fönster på samma linje ovanför varandra. Fönstrens täta placering förlänar även fasaden en horisontell kontinuitet.
Valvassori har vid utformningen av fönsterpedimenten i piano nobile tagit intryck av motsvarande detalj i Francesco Borrominis Palazzo di Propaganda Fide, fullbordat 1667. Han har även inspirerats av Borrominis snedställda kolonner och smyckade kapitäl. I östfasaden förenar Valvassori rokokoidiomets formspråk med barockens monumentalitet.

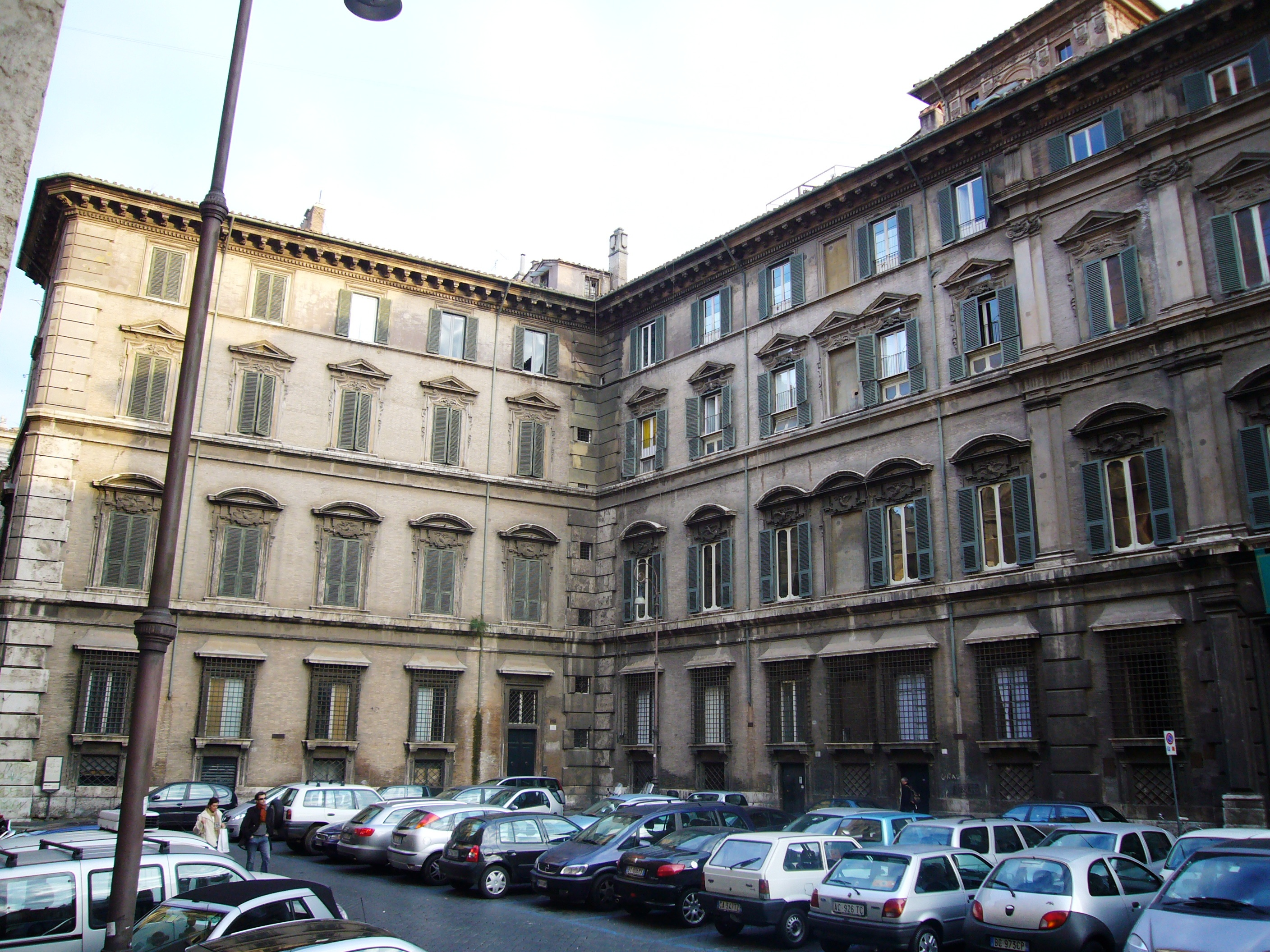
Fasaden mot Piazza del Collegio Romano, ritad av Antonio del Grande
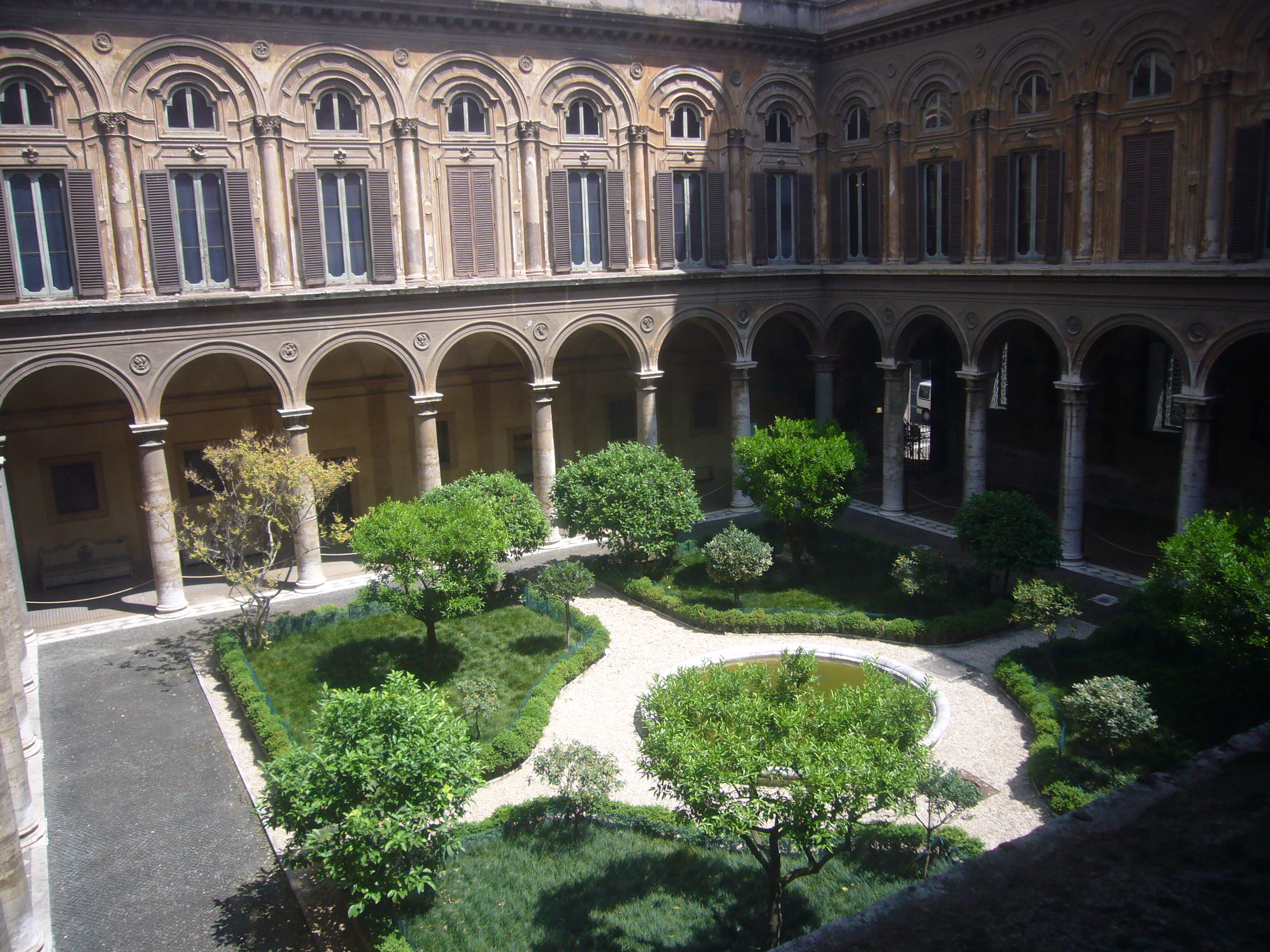
En av palatskomplexets gårdar
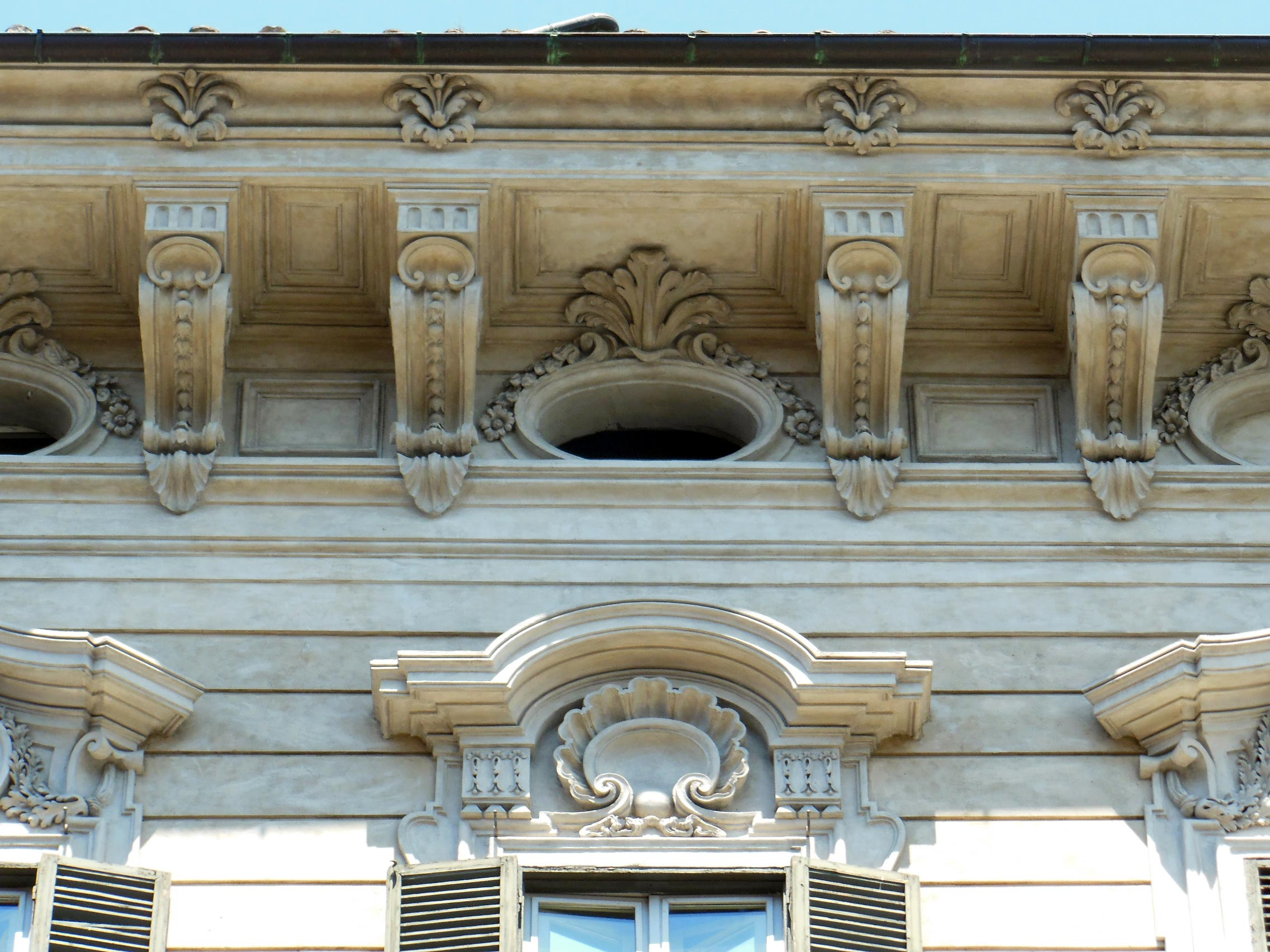
Detalj från palatsets sydfasad med kornischens konsoler
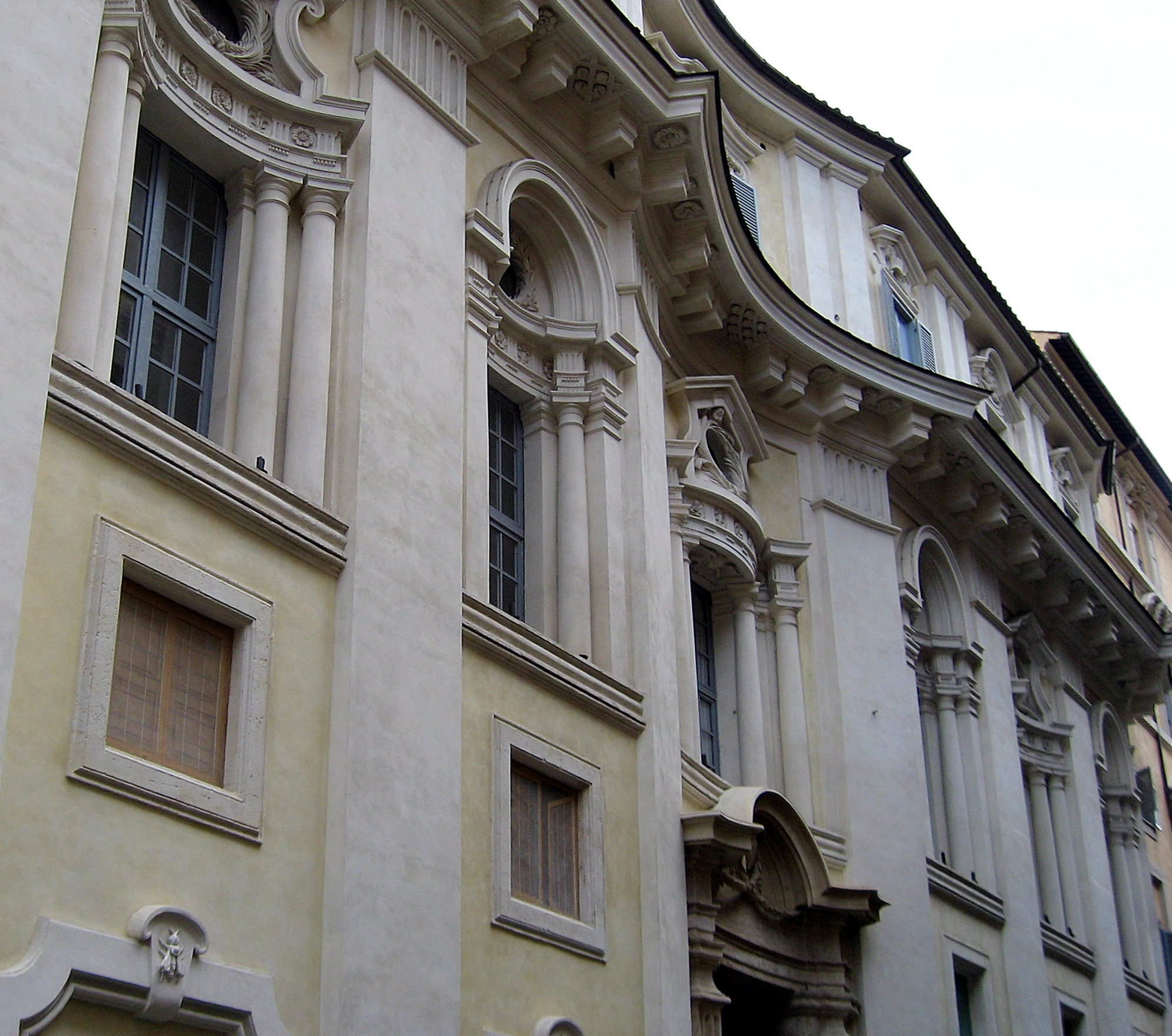
Fasaden till Palazzo di Propaganda Fide, ritad av Francesco Borromini